# Georg Wilhelm von Raumer
Georg Wilhelm von Raumer (né le 19 novembre 1800 à Berlin et mort le 11 mars 1856 dans la même ville) est un fonctionnaire administratif prussien et directeur des archives d'État secrètes (de).

## Biographie
Issu de la famille noble von Raumer et fils du conseiller de légation et directeur des archives secrètes de l'État Karl Georg von Raumer (de) (1753-1833), et de Luise Lecke, fille du maire d'Iserlohn, Johann Caspar Lecke (de), Raumer étudie au lycée de Friedrichswerder de Berlin puis étudie le droit aux universités de Göttingen, Berlin et Heidelberg. Après ses examens juridiques, Raumer est accepté au tribunal supérieur de Berlin en 1823, d'abord comme auscultateur et en 1825 comme avocat stagiaire. Ici, il acquit également ses premières expériences dans les archives du fief de Marche-Électorale et décide donc d'étudier l'histoire.
Après avoir travaillé comme assistant au ministère des Finances à partir de 1829, Raumer est transféré le 6 juillet 1833 au ministère de la Maison royale, où il est promu conseiller du gouvernement sous Guillaume de Sayn-Wittgenstein-Hohenstein, puis quatre ans plus tard au conseil secret du gouvernement et employé dans l'administration des archives. Le 1er novembre 1839, il reçoit un doctorat honorifique en droit de l'Université de Berlin. En 1842, il devient membre de la Commission générale des ordres.
Un an plus tard, le 17 mars 1843, Raumer prend également la direction des Archives d'État secrètes, que son père a déjà dirigées de 1822 à 1833, après sa promotion au poste de conseiller principal secret du gouvernement au ministère de la Chambre. Georg von Raumer occupe ce poste jusqu'en 1852 et démissionne de ce poste lorsque les archives de la Maison royale sont ensuite séparées des archives d'État secrètes. De plus, il a été nommé au Conseil d'État prussien en 1844. Le 11 mars 1856 Raumer se suicide à l'âge de 56 ans. Il trouve sa dernière demeure, en tant que sépulture honorifique de la ville de Berlin, sur le cimetière de la Trinité (division II), dans le terrain G3 à Berlin.
Georg Wilhelm von Raumer attire surtout l'attention avec ses principaux ouvrages : "Codex diplomaus Brandenburgensis continuatus" et "Regesta Historiae Brandenburgensis", que l'historien Johann Friedrich Böhmer l'a encouragé à écrire. Ses biographies détaillées ultérieures et les lettres collectées de et sur Frédéric-Guillaume Ier  ainsi que l'histoire des archives d'État secrètes font partie de ses autres œuvres les plus importantes.

## Œuvres (sélection)
- Codex diplomaticus Brandenburgensis continuatus, 2 Bände 1831–1833 (Neudruck Olms, Hildesheim)
- Regesta Historiae Brandenburgensis, Nicolaische Buchhandlung, Berlin, 1836.1837
  - Historische Charten und Stammtafeln zu den Regesta Historiae Brandenburgensis, Nicolai Berlin 1837 Text
- Die Neumark Brandenburg im Jahre 1337 oder Markgraf Ludwig's des Aelteren Neumärkisches Landbuch aus dieser Zeit. Nicolaische Buchhandlung, Berlin 1837 (Volltext).
- Die Steuerverfassung der Mark Brandenburg zur Zeit Kurfürst Joachim II, Märkische Forschungen. - Berlin : Ernst & Korn,  (ISSN 0934-120X), ZDB-ID 212971-1, 1850
- Friedrich Wilhelm des Großen, Kurfürsten von Brandenburg Kinderjahre : aus archivalischen Quellen, Decker, Berlin, 1850
- Die Insel Wollin und das Seebad Misdroy, Decker, Berlin, 1851
- Friedrich Wilhelm des Grossen, Kurfürsten von Brandenburg Jugendjahre : Mit dessen Originalbriefen aus dem Kgl. Hausarchiv, Decker, Berlin, 1853
- Geschichte des Geheimen Staats- und Cabinetts-Archivs zu Berlin bis zum Jahre 1820 (hrsg. von Eckart Henning). In: Archivalische Zeitschrift, hrsg. von der Generaldirektion der Staatlichen Archive Bayerns. Köln ; Weimar ; Wien : Böhlau, Band 72, 1976, S. 30–75.